# Juan Melendez

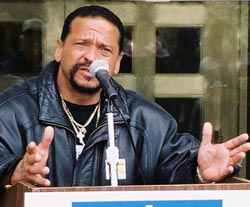
Juan Roberto Melendez-Colon

Juan Roberto Melendez-Colon („Puerto Rican Johnny“) (* 24. Mai 1951 in Brooklyn, New York, NY) war unschuldig zum Tode verurteilt und ist seit seiner Freilassung Aktivist gegen die Todesstrafe.
1984 wurde er in Pennsylvania für den Mord an Delbert Baker verhaftet und zum Tode verurteilt. Mehr als 17 Jahre saß er im Todestrakt von Florida ein. Ende 2000 tauchte ein Tonband mit dem Geständnis des wahren Mörders auf. Am 3. Januar 2002 wurde er als unschuldig aus dem Gefängnis entlassen. Er ist der 99. als unschuldig freigelassene Todesstrafenkandidat der USA seit 1973.
Seine Erfahrungen im Todestrakt teilt er seither anderen Menschen in Vorträgen mit, von denen er zahlreiche in den USA und Europa gehalten hat und hält. In Deutschland trat er erstmals im Mai 2005 auf Einladung von Amnesty International (Gruppe Schwelm/Wuppertal) auf und warb seither bei weiteren Deutschlandtouren und TV-Auftritten gegen die Todesstrafe.
Er gründete die Organisation Juan Melendez Voices United for Justice Project.
Nicht zu verwechseln mit dem US-Komiker John Melendez, *1965.